# 니이촌 (효고현 쓰나군)
니이촌(仁井村)은 효고현 쓰나군에 설치되었던 촌이다. 현재의 아와지시에 해당한다.

## 역사
- 1889년 4월 1일 - 정촌제 시행에 의해 도키와촌, 니이촌, 노지마촌, 오다촌의 구역을 가지고 성립하였다.
- 1955년 3월 22일 - 이쿠와촌,도시마정, 아사노촌, 니이촌, 노지마촌, 무로쓰촌과 합병해 호쿠단정이 성립, 동일 니이촌은 폐지되었다.

## 교통

### 도로
현재는 고베 아와지 나루토 자동차도로가 구촌지역을 통과하지만, 당시에는 미개통 상태였다.

## 참고문헌
- 角川日本地名大辞典 28 兵庫県